# Archiwum NTS
Archiwum NTS (ros. Архив НТС) – zbiór archiwalny Ludowo-Pracowniczego Związku (Rosyjskich Solidarystów) we Frankfurcie nad Menem.
Archiwum Ludowo-Pracowniczego Związku Rosyjskich Solidarystów (NTS) mieści się w siedzibie tej rosyjskiej organizacji emigracyjnej we Frankfurcie nad Menem. Została ona założona w 1971 r. Kiedy w 1992 r. kierownictwo NTS przeniosło się do Moskwy, w części opuszczonych pomieszczeń umieszczono wytworzone i zgromadzone dotąd dokumenty i materiały organizacji. Podlegały one porządkowaniu jedynie w latach 70. Obecnie większość materiałów pozostaje nieopisana. Archiwum składa się z 9 zespołów. Są to:
- zespół dokumentów organizacyjnych NTS
- zespoły wydawnictwa Posiew oraz pism „Posiew” i „Grani”
- zbiór samizdatów
- zbiór fotografii i materiałów audio/video
- kolekcja muzealna
- zespół Sektora Zakrytego NTS
- zbiór materiałów do historii emigracji rosyjskiej.

W skład pierwszego zespołu archiwalnego wchodzą dokumenty i dokumentacja wewnętrzna NTS, w tym dokumenty organów kierowniczych (np. protokoły posiedzeń Biura Wykonawczego NTS, pisma instrukcyjne kierownictwa skierowane do oddziałów terenowych), dokumenty poszczególnych oddziałów, działających w różnych krajach, biuletyny informacyjne, literatura szkoleniowa. Druga grupa materiałów dotyczy działań NTS skierowanych przeciwko ZSRR. Znajdują się wśród nich ulotki, broszury i gazetki, nielegalnie przerzucane na terytorium Rosji Sowieckiej, skrypty audycji radiowych Radia Swobodnaja Rossija (1950–1976), materiały obrazujące akcję wysyłania drogą powietrzną do ZSRR literatury i dokumentów propagandowych NTS oraz akcję pocztową Strieła. Trzecia grupa materiałów obejmuje dokumenty dotyczące kontaktów NTS z zachodnią społecznością, przede wszystkim tzw. komitetów pomocy w różnych krajach, a także konferencji międzynarodowych organizowanych przez NTS. Kolejna grupa materiałów zawiera dokumenty dotyczące historii organizacji, jak wspomnienia działaczy, prace naukowe historyków, prywatne kolekcje archiwalne przywódców. Są też materiały mówiące o członkach NTS, schwytanych przez sowieckie służby specjalne i walce prowadzonej przez KGB przeciwko NTS. W skład piątej grupy materiałów wchodzą przedruki i kopie z prasy międzynarodowej, poświęcone organizacji, w tym z prasy sowieckiej (od 1932). Zespół Zakrytego Sektora NTS jest całkowicie zmikrofilmowany. Obejmuje okres od lat 50. do lat 80. Znajdują się w nim dokumenty dotyczące tajnych operacji, materiały szkoleniowe, które wykorzystywano przed przerzucaniem członków NTS do ZSRR, relacje o orłach – kurierach, za pomocą których utrzymywano łączność pomiędzy kierownictwem organizacji i opozycją w Rosji Sowieckiej. Część Archiwum NTS, w tym materiały Zakrytego Sektora NTS, jest na razie utajniona.